# Онцо
О̀нцо (на италиански: Onzo; на лигурски: Onsu, Онсу) е община в Северна Италия, провинция Савона, регион Лигурия. Разположена е на 410 m надморска височина. Населението на общината е 235 души (към 2011 г.).
Административен център на общината е село Капитоло (Capitolo).